# دير العسل التحتا
دير العسل التحتا قرية فلسطينية من قرى محافظة الخليل جنوب الضفة الغربية، تقع إلى الجنوب الغربي من مدينة الخليل على بعد 18 كم منها.وقعت تحت الاحتلال الإسرائيلي بعد حرب 1967.

## التاريخ

### الدولة العثمانية
تبعت دير العسل التحتا إلى الإمبراطورية العثمانية في عام 1517 مع كل فلسطين، وكانت تتبع ولاية شرق بيروت.

### الانتداب البريطاني
في عام 1917، سقطت دير العسل التحتا بيد الجيش البريطاني، ودخلت القرية مع باقي فلسطين مظلة الانتداب البريطاني على فلسطين عام 1920، وأصبحت ضمن قضاء الخليل في تلك الفترة حتى وقوع النكبة.

### الإدارة الأردنية
في أوائل خمسينيات القرن العشرين أتبعت دير العسل التحتا للحكم الأردني بين حربي 1948 و1967، وكانت تتبع إداريًا قضاء الخليل.

### النكسة
وقعت دير العسل التحتا تحت الاحتلال الإسرائيلي بعد حرب النكسة.

### السلطة الفلسطينية
بعد تأسيس السلطة الفلسطينية، قسمت أراضي دير العسل التحتا إلى مناطق «أ، ب وج». وأتبعت إداريًا لمحافظة الخليل. عام 1998، تأسس مجلس دير العسل التحتا القروي.

## الجغرافيا
تقع قرية دير العسل التحتا على بعد 18 كيلومتر أفقيًا جنوب غرب مدينة الخليل. يحدها الصرة ومراح البقار من الشرق، وبيت عوا وخربة المجد من الشمال، وأما من الجنوب فيحدها دير العسل الفوقا والظاهرية، ومن الغرب خط الهدنة عام 1949.

## السكان
دخلت فلسطين وفود كبيرة عبر العصور من تجار وغيرهم؛ وذلك لموقعها الهام كنقطة وصل بين القارات، ومركز للحضارات والأديان.
| السنة      | (1961) | (1997) | (2007) | (2017) |
| ---------- | ------ | ------ | ------ | ------ |
| عدد السكان | 282    | 314    | 547    | 616    |

## وصلات خارجية
- صفحة قرية دير العسل التحتا في موقع "فلسطين في الذاكرة"
- ملف قرية دير العسل التحتا، معهد الأبحاث التطبيقية - القدس